# Triodontella flavofusca
Triodontella flavofusca är en skalbaggsart som beskrevs av Hermann Julius Kolbe 1891. Triodontella flavofusca ingår i släktet Triodontella och familjen Melolonthidae. Inga underarter finns listade i Catalogue of Life.